# Сипотанеа
Сипотанеа (порт. Cipotânea) — муниципалитет в Бразилии, входит в штат Минас-Жерайс. Составная часть мезорегиона Зона-да-Мата. Входит в экономико-статистический микрорегион Висоза. Население составляет 6423 человека на 2006 год. Занимает площадь 153,435 км². Плотность населения — 41,9 чел./км².

## История
Город основан 7 августа 1957 года.

## Статистика
- Валовой внутренний продукт на 2003 год составляет 14 648 840,00 реалов (данные: Бразильский институт географии и статистики).
- Валовой внутренний продукт на душу населения на 2003 год составляет 2293,54 реалов (данные: Бразильский институт географии и статистики).
- Индекс развития человеческого потенциала на 2000 год составляет 0,643 (данные: Программа развития ООН).